# Truite à lèvres molles
Salmo obtusirostris
Espèce
Statut de conservation UICN

 EN B2ab(v) : En danger

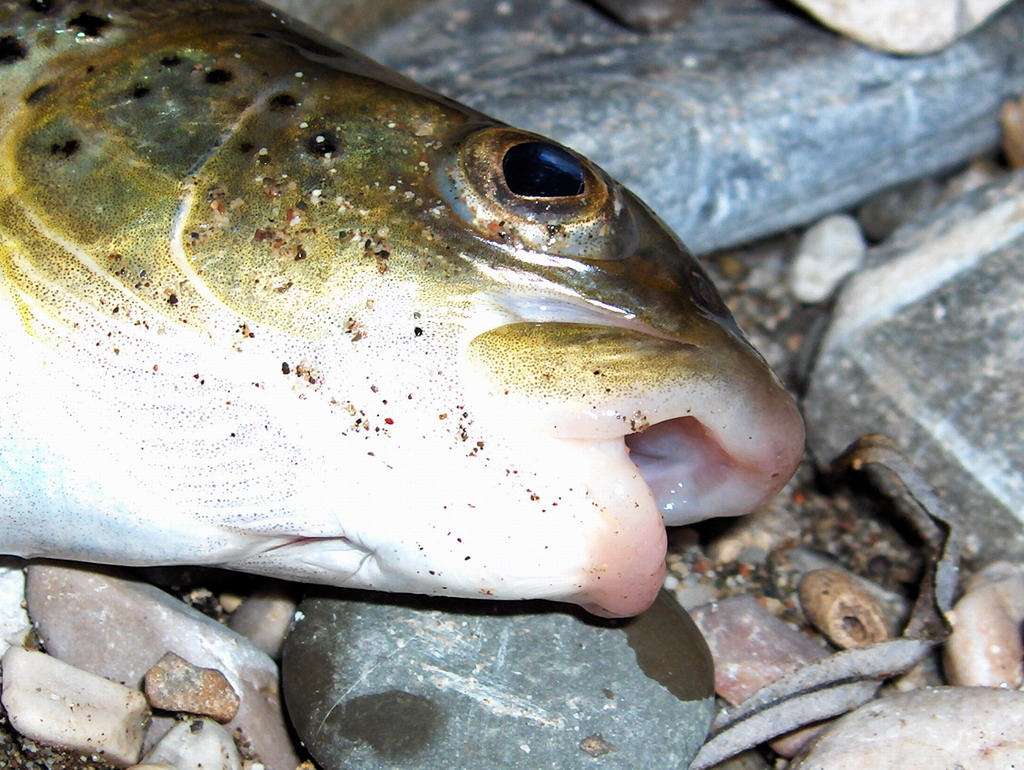
Truite à lèvres molles dans la rivière Neretva, pêchée en Bosnie-Herzégovine, le 22 juillet 2004

La Truite à lèvres molles (Salmo obtusirostris Heckel 1851), encore appelée truite Adriatique, est une espèce endémique des Balkans, rare et protégée. Son habitat étant limité au bassin Adriatique, elle est assez méconnue en Europe de l'Ouest.

## Description, mœurs
La Truite à lèvres molles possède des caractères primitifs, dits aussi plésiomorphes[réf. nécessaire]. Elle diffère de ses congénères du bassin Adriatique par les traits suivants : des lèvres lippues, des dents courtes voire indistinctes, un museau court, la mâchoire inférieure plus courte que la mâchoire supérieure ; les écailles de la ligne latérale, au nombre de 100 à 120, sont elliptiques plus petites que les écailles des rangs adjacents. La bouche est petite.
La truite à lèvres molles peut atteindre quatre kilogrammes. 
Carnivore, elle se nourrit principalement de vers et d'insectes. 
Elle se reproduit au printemps, pondant dans le même « nid » en plusieurs fois à quelques minutes d'intervalle. Elle ne couvre pas ses œufs.

## Distribution
Elle se trouve en Europe, dans le bassin versant de l'Adriatique dans la Krka, le Jadro, Vrljika (Croatia), Neretva (Bosnia-Herzegovina) and Zeta drainages (Montenegro). 
Elle a été introduite et s'est établie depuis le Jadro to Zrnovnica drainages (Croatie) aux environs de 1960.

## Habitat
Comme la plupart des Salmonidés, elle vit dans les eaux vives mais exclusivement en eau douce. Ses différents morphes sont répertoriés dans les rivières Jadro, Krka, Vrljika (Croatie) ; Neretva, Buna (Bosnie-Herzégovine) ; Zeta (Monténégro) ainsi que dans certaines rivières de l'Albanie appartenant au bassin Adriatique. 

## Élevage
Toutes les tentatives d'élevage dans des conditions artificielles ont échoué jusqu'à présent.

## Conservation

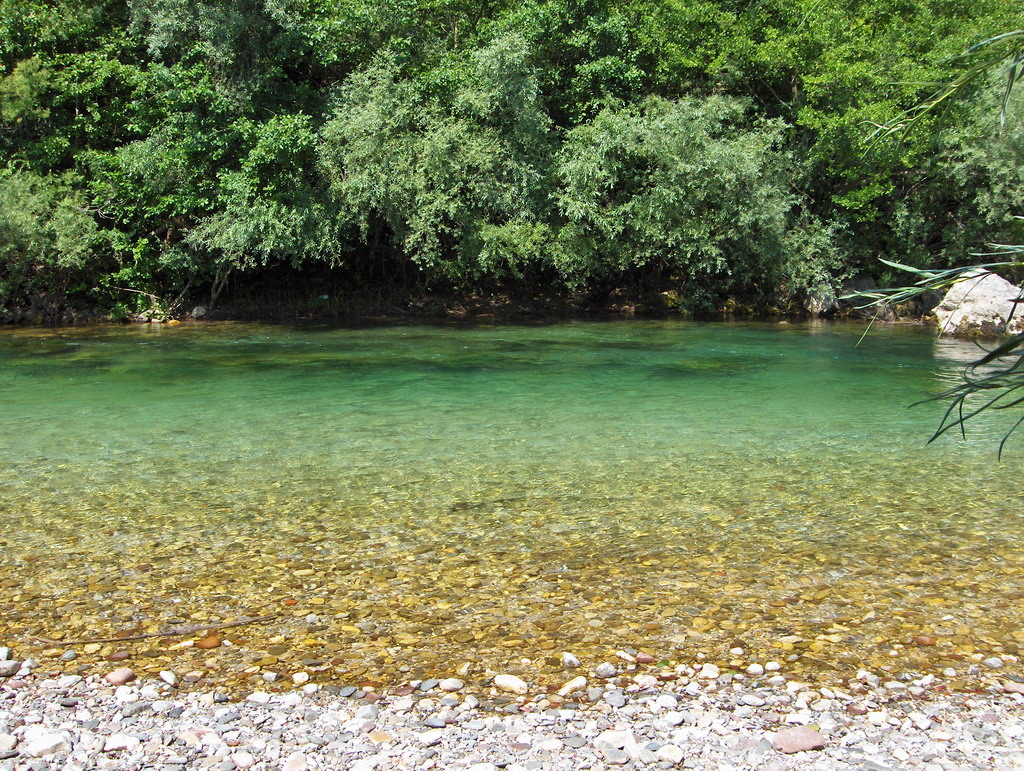
La Neretva, en Bosnie-Herzégovine. Type d'habitat où vit encore la Truite à lèvres molles.

Cette espèce est menacée par une pêche intensive et l'hybridation avec d'autres truites.
Elle est surtout menacée depuis l'introduction massive de l'ombre commun (et non l'omble commun) dans les rivières de son habitat.